# Biggleswade
Biggleswade – miasto i civil parish w Wielkiej Brytanii, w Anglii, w hrabstwie Bedfordshire, w dystrykcie (unitary authority) Central Bedfordshire, położone nad rzeką Ivel. W 2011 roku civil parish liczyła 16 551 mieszkańców. Biggleswade jest wspomniane w Domesday Book (1086) jako Bichelesuuade.